# یک شب بی‌ماه
یک شب بی‌ماه (اسپانیایی: Una noche sin luna‎) یک فیلم درام اروگوئه‌ای-آرژانتینی به کارگردانی خرمن تخیرا است. این فیلم به عنوان نماینده اروگوئه در هشتاد و هشتمین دوره جوایز اسکار اما نامزد نشد.